# Рибинск
Рибинск (рус. Ры́бинск) град је у Русији у Јарославској области. Смештен је на ушћу реке Шексне у Волгу. Према попису становништва из 2010. у граду је живело 200.771 становника.
Град се први пут помиње 1071. године, а садашње име добио је 1777. Од 1946. звао се Шчербаков (рус. Щербаков) по Александру Шчербакову, али му је 1957. враћен стари назив. Још једаред, 1984. мења име у Андропов (рус. Андро́пов; према Јурију Андропову), али му је коначно 1989. враћено традиционално име.
У граду постоје неки индустријски погони, као и железничка станица, речна лука и хидроелектрана.

## Становништво
Према прелиминарним подацима са пописа, у граду је 2010. живело 200.771 становника, 21.882 (9,83%) мање него 2002.
| 1939.   | 1959.   | 1970.   | 1979.   | 1989.   | 2002.   | 2010.   |
| ------- | ------- | ------- | ------- | ------- | ------- | ------- |
| 143.750 | 181.685 | 218.282 | 238.579 | 251.442 | 222.653 | 200.771 |